# Tiracola minima
Tiracola minima är en fjärilsart som beskrevs av Louis Beethoven Prout 1926. Tiracola minima ingår i släktet Tiracola och familjen nattflyn. Inga underarter finns listade i Catalogue of Life.